# Draconarius promontorius
Draconarius promontorius är en spindelart som beskrevs av Dankittipakul, Sonthichai och Wang 2006. Draconarius promontorius ingår i släktet Draconarius och familjen mörkerspindlar.
Artens utbredningsområde är Thailand. Inga underarter finns listade i Catalogue of Life.